# Abu l-Khattab Djafar ibn Muhammad ibn Musa ibn al-Furat
Abu-l-Khattab Jàfar ibn Muhàmmad ibn Mussa ibn al-Furat fou un alt càrrec de la cort abbàssida al començament del segle x; era germà del visir Abu-l-Hàssan Alí ibn Muhàmmad ibn Mussa ibn al-Furat.
El 908 quan el seu germà encara no era visir, va ser nomenat encarregat de l'administració de les propietat de l'estat a les parts oriental i occidental del califat. Va morir el 909/910.